# Poet (Band)
Poet ist eine 2016 gegründete Funeral-Doom- und Gothic-Metal-Band.

## Geschichte
Cavan Wagner, Tiffany „Brighid Wagner“ Holliday-Wagner und Jenn Grunigen initiierten Poet als weiteres gemeinsames Projekt neben den in Felled unbenannten Moss of Moonlight und Wēoh. Mit Poet verfolgt das Projekt ein musikalisches wie literarisch-lyrisches Konzept im Bestreben Elemente des 19. Jahrhunderts aufzugreifen. Das 2020 erst im Selbstverlag und später über GS Productions veröffentlichte Debüt vertonte die düstere und die Natur thematisierende American-Renaissance-Lyrik von Emily Dickinson in einer Kombination aus Kammerorchester und Funeral-Doom-Band. Das Album wurde als „eine verdammt gute Veröffentlichung“ gelobt.

## Stil
Die Musik von Poet wird als klassischer Death- und Fuenral-Doom kategorisiert, dabei wird auf die Gothic-Metal-Band My Dying Bride, sowie auf Funeral-Doom-Gruppen wie Thergothon und Mournful Congregation zum einordnenden Vergleich verwiesen. Das Label beschreibt die Band als
Funeral-Doom-Band „mit Elementen klassischer Musik.“ Nebst einem in Schichten arrangierten und als besonders „heavy“ und „stark verzerrt“ beschriebenen Gitarrenriffs greife die Musik auf vereinzelte Streicher und Chorgesang zurück. Die Nutzung von Violinen, Bratschen und Celli gepaart mit „Brighid Wagners eindringlichem Frauengesang“ wird als besonderes Merkmal herausgestellt und als Kombination früher My Dying Bride mit SubRosa verglichen.

## Diskografie
- 2020: Emily (Album, GS Productions)